# Alisa Efimova
Alisa Efimova (russisch Алиса Борисовна Ефимова / Alissa Borissowna Jefimowa; * 8. Juni 1999 in Kouvola, Finnland) ist eine finnisch-russische Eiskunstläuferin, die im Paarlauf von 2016 bis 2020 für Russland und in der Saison 2022/23 zusammen mit Ruben Blommaert für Deutschland antrat. Aktuell startet sie mit Misha Mitrofanov für die USA.

## Karriere
Bis zum Jahr 2014 trat Efimova im Einzellauf für Finnland an. Danach wechselte sie nach Russland zum Paarlauf mit Alexander Korowin als Partner. Beim Rostelecom Cup 2016, ihrem ersten Wettbewerb der ISU-Grand-Prix-Serie, erreichte das Paar den siebten Platz. In der Saison 2018/19 gewann das Paar die Nebelhorn Trophy und den Golden Spin of Zagreb. Bei Skate America 2018 gewann Efimova mit Silber ihre erste Grand-Prix-Medaille. Ihre bis dahin erfolgreichste Saison schloss Efimova mit einer Goldmedaille bei der Winter-Universiade 2019 in Krasnojarsk ab. 
In der Saison 2020/21 begann Efimova das Training mit Ruben Blommaert. Im Mai 2022 erteilte der russische Verband Efimova die Startfreigabe, wodurch das Paar ab der Saison 2022/23 in internationalen Wettkämpfen für Deutschland antreten durfte. Das Paar zog seine Teilnahme an Skate Canada 2022 nach einem Sturz im Kurzprogramm zurück. Im November 2022 gewann Efimova hingegeben mit Silber beim Grand Prix Espoo die zweite Grand-Prix-Medaille ihrer Karriere. Bei den Europameisterschaften 2023 wurden Efimova und Blommaert Vierte und bei den folgenden Weltmeisterschaften in Saitama Zehnte. Blommaert gab nach den Weltmeisterschaften das Ende seiner sportlichen Karriere bekannt.
Efimova setzte ihre Karriere mit dem US-Amerikaner Misha Mitrofanov fort. Nach den Regeln der Internationalen Eislaufunion darf das Paar ab der Saison 2024/25 an internationalen Wettbewerben teilnehmen. Im Oktober 2024 gewannen sie bei ihrem ersten Grand-Prix-Wettbewerb (Skate America) auf Anhieb die Bronzemedaille. Im Januar 2025 wurden sie US-Meister.

## Ergebnisse
Zusammen mit Ruben Blommaert im Paarlauf für Deutschland:
| Meisterschaft / Jahr                       | 2022    | 2023    |
| ------------------------------------------ | ------- | ------- |
| Weltmeisterschaften                        |         | 10.     |
| Europameisterschaften                      |         | 4.      |
| Deutsche Meisterschaften                   | 2.      |         |
| Wettbewerb / Saison                        | 2021/22 | 2022/23 |
| GP Grand Prix Espoo                        |         | 2.      |
| CS Finlandia Trophy                        |         | 2.      |
| CS Nebelhorn Trophy                        |         | 2.      |
| GP = Grand Prix, CS = ISU-Challenger-Serie |         |         |

Zusammen mit Alexander Korowin im Paarlauf für Russland:
| Meisterschaft / Jahr      | 2016    | 2017    | 2018    | 2019    | 2020    |
| ------------------------- | ------- | ------- | ------- | ------- | ------- |
| Russische Meisterschaften | 9.      | 8.      | 9.      | 6.      | 9.      |
| Wettbewerb / Saison       | 2015/16 | 2016/17 | 2017/18 | 2018/19 | 2019/20 |
| GP Cup of China           |         |         |         |         | 8.      |
| GP NHK Trophy             |         |         |         |         | 4.      |
| GP Rostelecom Cup         |         | 7.      |         | 5.      |         |
| GP Skate America          |         |         |         | 2.      |         |
| Winter-Universiade        |         |         |         | 1.      |         |
| GP = Grand Prix           |         |         |         |         |         |

## Galerie

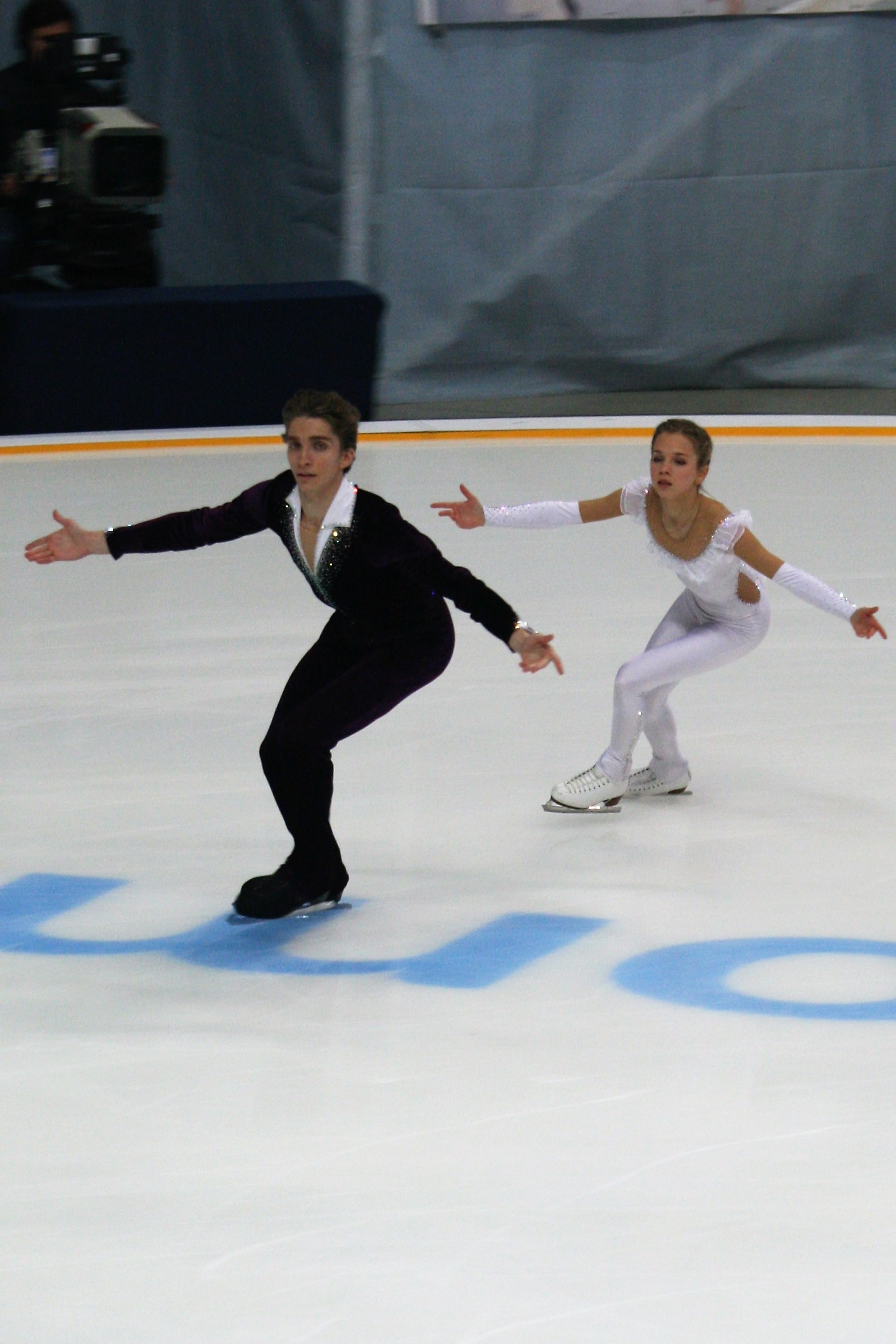
Efimova und Korowin beim Rostelecom Cup 2016
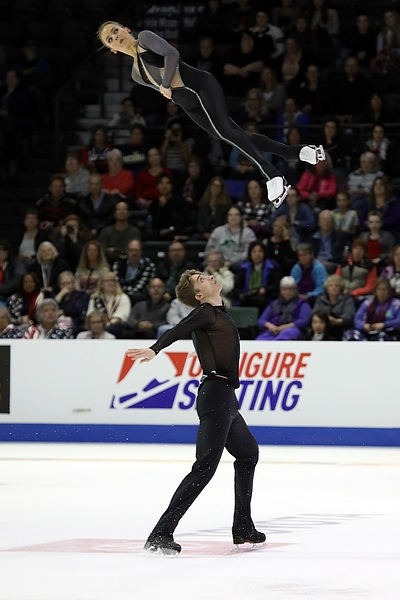
Efimova und Korowin bei Skate America 2018
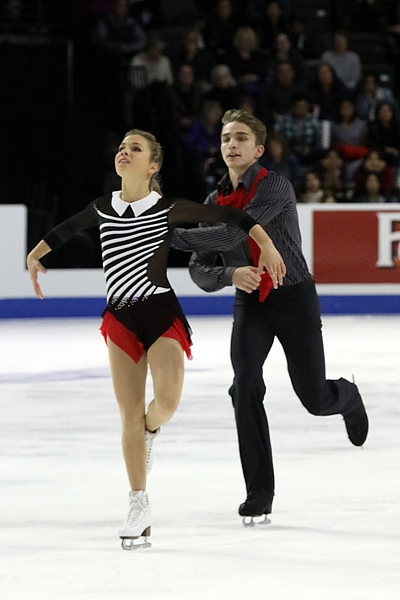
Efimova und Korowin bei Skate America 2018
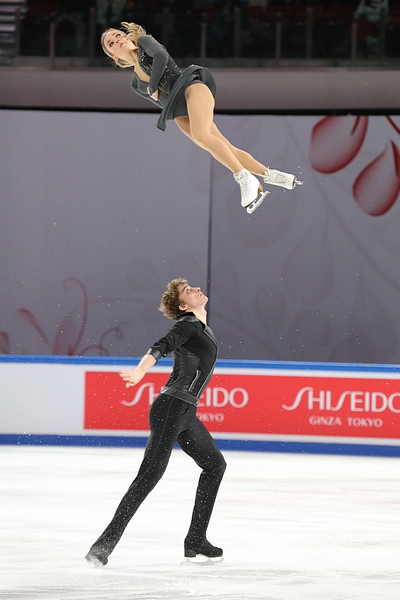
Efimova und Korowin beim Cup of China 2019